# Ctenotus rubicundus
Ctenotus rubicundus este o specie de șopârle din genul Ctenotus, familia Scincidae, descrisă de Storr 1978. Conform Catalogue of Life specia Ctenotus rubicundus nu are subspecii cunoscute.